# Gunnar "Siljabloo" Nilson
Ernst Gunnar Nilson, född 2 september 1925 i Töre i Norrbottens län, död 12 december 1989 i Göteborg, var en svensk jazzmusiker (klarinettist, sångare) och kompositör.

## Biografi
I sin tidiga ungdom i Luleå övade Gunnar Nilson ihop med en viss gitarrist vid namn Martin Ljung, senare känd som revyartist.
Gunnar Nilson fick tillnamnet "Siljabloo" 1952 till följd av sitt flitiga scatsjungande som medlem av Carl-Henrik Norins orkester. Från 1944 spelade han på Nalen, och hann med talrika inspelningar fram till mitten av 1950-talet. Han sjöng även i sånggruppen Flickery Flies under åren 1947–1951. Nilson försvann från scenen under en längre tid, men gjorde comeback på 1970-talet, när tv-mannen Lasse Holmqvist engagerade honom till husbandet i sina underhållningsprogram från Malmö. 
Han var så kallad gehörsmusiker, vilket inte hindrade hans medverkan i notabla orkestersammanhang. Svensk jazzdiskografi upptar hans inspelningar från 1954–1989, dels med egen kvartett och dels med bland andra Arne Domnérus, Bengt-Arne Wallin, Bernt Rosengren och Rune Öfwerman. 
Nilson avled på ett tåg på väg mellan hemstaden Göteborg och en spelning i Västerås i december 1989. Han är begravd på Östra kyrkogården i Göteborg.

## Filmografi
- 1955 – Danssalongen [3]

### Webbkällor
- Jazzbiografier: Nilson, Gunnar "Siljabloo" - klarinettist, sångare, saxofonist från Orkesterjournalen